# Grateful Dead from the Mars Hotel
Grateful Dead from the Mars Hotel är Grateful Deads sjunde studioalbum, släppt år 1974. Albumet var det andra att släppas på deras eget skivbolag, Grateful Dead Records.
Låten "Unbroken Chain" samplas av Animal Collective i låten "What Would I Want? Sky" på deras EP-skiva Fall Be Kind. Det var den första lagliga samplingen av en Grateful Dead-låt.

## Låtlista
| Nr | Titel              | Längd |
| -- | ------------------ | ----- |
| 1. | U.S. Blues         | 4:42  |
| 2. | China Doll         | 4:10  |
| 3. | Unbroken Chain     | 6:46  |
| 4. | Loose Lucy         | 3:22  |
| 5. | Scarlet Begonias   | 4:19  |
| 6. | Pride of Cucamonga | 4:17  |
| 7. | Money Money        | 4:23  |
| 8. | Ship of Fools      | 5:27  |